# Sky Tower (Abou Dabi)
Pour les articles homonymes, voir Sky Tower.
La Sky Tower est un gratte-ciel d'Abu Dhabi, la capitale des Émirats arabes unis. Lorsqu'il fut achevé, en 2010, c'était le plus haut bâtiment de la ville. La tour appartient au complexe The Gate Shams Abu Dhabi sur l'île de Reem.